# Patricia Robertson
Patricia Hillard, coniugata Robertson (Indiana, 12 marzo 1963 – Houston, 24 maggio 2001), è stata un'astronauta e fisica statunitense.
Morì in un incidente aereo l'anno prima del suo volo per la stazione spaziale internazionale.

## Biografia
Patricia Hillard nacque ad Indiana, Pennsylvania da Ilse Hilliard e dal defunto Harold Hilliard di Homer City. Era sposata con Scott Robertson, del quale ha adottato il cognome.

## Studi
Diplomata alla Homer-Center High School, Homer City, Pennsylvania, nel 1980, ha conseguito una laurea in biologia presso l'Indiana University of Pennsylvania nel 1985 e una laurea in medicina presso il Medical College of Pennsylvania nel 1989. Ha completato una specializzazione di tre anni in medicina generale nel 1992 e nello stesso anno ha ottenuto la certificazione dall'American Board of Family Medicine. Ha completato una borsa di studio di due anni in medicina spaziale presso la University of Texas Medical Branch e il Johnson Space Center della NASA nel 1997, che includeva il corso primario di medicina aerospaziale presso la Brooks Air Force Base.

## Carriera medica
Dopo aver completato la sua formazione in medicina generale nel 1992, Robertson è entrata a far parte di uno studio a Girard, in Pennsylvania. Ha fatto parte per tre anni dello staff del Saint Vincent Medical Center di Erie, Pennsylvania dove ha ricoperto il ruolo di coordinatore clinico per la formazione degli studenti di medicina e ha anche fornito formazione e supervisione ai medici residenti. Nel 1995 Robertson è stata uno dei due ricercatori selezionati per studiare medicina aerospaziale presso la University of Texas Medical Branch e al Johnson Space Center. Mentre era iscritta come ricercatrice di Medicina Spaziale, Robertson ha completato un progetto di ricerca in cui ha studiato contromisure per esercizi resistivi eccentrici e concentrici per il volo spaziale. Robertson è stato anche membro della facoltà dell'UTMB nei dipartimenti di Medicina di famiglia e Medicina d'urgenza. Nel 1997 Robertson è entrata a far parte della Flight Medicine Clinic presso il Johnson Space Center dove ha fornito assistenza sanitaria agli astronauti e alle loro famiglie ed è stata presidente del team per "prodotti integrati per ossa, muscoli ed esercizi".
Robertson era un'istruttrice di volo multimotore e un'appassionata del volo acrobatico. Nel tempo libero le piaceva insegnare volo, acrobazie aeree e volare con suo marito. Aveva accumulato oltre 1.500 ore di volo.

## Esperienza alla NASA
Selezionata dalla NASA nel giugno 1998, Robertson si presentò per l'addestramento nell'agosto 1998. La sua formazione da candidato astronauta comprendeva briefing e tour di orientamento, numerosi briefing scientifici e tecnici, istruzioni intensive sui sistemi dello Space Shuttle e della stazione spaziale internazionale, addestramento fisiologico e scuola a terra per prepararsi all'addestramento al volo con il Northrop T-38 Talon, oltre all'apprendimento delle tecniche di sopravvivenza in acqua e nella natura selvaggia. Dopo aver completato l'addestramento, ha prestato servizio come rappresentante dell'ufficio per il Crew Healthcare System (CHeCS) e come Crew Support Astronaut (CSA) per l'equipaggio della ISS Expedition 2.

## Morte
Robertson morì il 24 maggio 2001 a Houston per le ustioni riportate nello schianto dell'aereo privato a  Manvel, Texas, il 22 maggio 2001; aveva 38 anni. Robertson stava fornendo istruzioni ad un pilota privato quando perse il controllo dell'aereo. Viveva a Homer City e l'anno successivo avrebbe dovuto volare sulla Stazione Spaziale Internazionale.
Il Patricia Hilliard Robertson Center for Aviation Medicine presso l'Indiana Regional Medical Center è stato nominato in suo onore nel 2009.